# Кільдінстройське міське поселення
Кі́льдінстро́йське міське́ посе́лення (рос. Кильдинстройское городское поселение) — адміністративне утворення у складі Кольського району Мурманської області, Росія.

## Склад
До складу поселення входять такі населені пункти:
| Населений пункт | Населення, осіб (2010) |
| --------------- | ---------------------- |
| Голубі Руч'ї    | 447                    |
| Звєросовхоз     | 1598                   |
| Кільдінстрой    | 2063                   |
| Магнетіти       | 124                    |
| Шонгуй          | 1038                   |

| Мурманська область | Це незавершена стаття про Мурманську область. Ви можете допомогти проєкту, виправивши або дописавши її. |